# Усадьба Анучиных — Вяловых — Гагариных
Усадьба Анучиных — Вяловых — Гагариных — памятник градостроительства и архитектуры в историческом центре Нижнего Новгорода. Главный дом бывшей усадьбы выстроен в начале 40-х годов XIX века, кардинально перестроен по проекту Н. М. Вешнякова в 1913—1914 годах.
Историческое здание по адресу улица Малая Покровская, 8 сегодня — объект культурного наследия Российской Федерации.

## История
В XIX веке на месте усадьбы стоял дом титулярного советника Я. И. Самочерного, возведённый в начале 40-х годов по проекту Г. И. Кизиветтера. В начале XX века домовладение выкупили связанные родством П. С. Анучина, А. С. Вялова и А. М. Гагарина. Новые собственницы решили приспособить здания усадьбы под доходный дом. Проект перестройки главного дома и флигеля заказали архитектору Н. М. Вешнякову, известному нижегородскому мастеру модерна. Новые план-фасады были утверждены Строительным отделением Городской управы 23 декабря 1913 года. В следующий год работы в основном были завершены.
Главный дом усадьбы получился каменным двухэтажным в пять окон по парадному фасаду. При перестройке была сохранена горизонтальная рустовка первого этажа и приставные межоконные колонки второго этажа. Были пристроены слабо выступающие эркеры по сторонам здания, а над ними проектировались декоративные полукупола. От последних отказались в ходе строительства, так как они значительно удорожали строительство, в связи с тем, что цены на строительные материалы резко взлетели в начале Первой мировой войны.
Во дворе усадьбы стоял флигель с каменным первым и двумя деревянными верхними этажами, которому на момент перестройки тоже было больше 70 лет. При ремонте прежнее декоративно-художественное убранство фасадов было обновлено, из ширинок под окнами второго этажа убрали наборы точёных балясин, а справа пристроили вход и глухую кирпичную брандмауэрную стену. Флигель просуществовал до середины 1990-х годов. Был снесён ради строительства псевдоисторического здания «Дом с видом на ФСБ» 2000 года постройки (арх. А. Сухов, С. Тимофеев).